# Kaartlezer

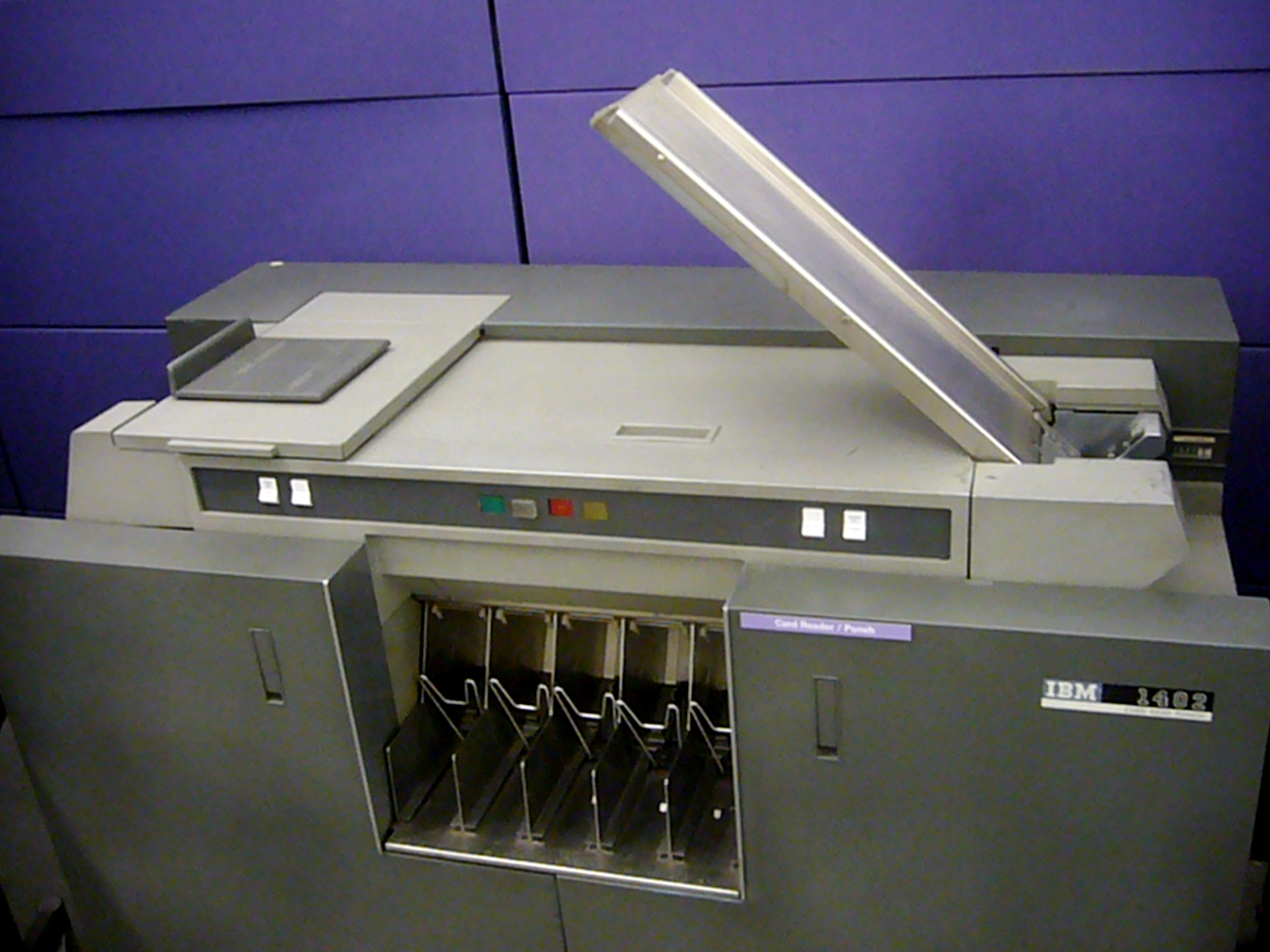
Ponskaartlezer

Een kaartlezer is een apparaat waarmee kaarten met machineleesbare informatie worden gelezen.
Onderscheiden kunnen worden apparaten die inderdaad alleen lezen, en apparaten die, hoewel kaartlezer genoemd, ook data op de kaart aanbrengen of veranderen. Dit laatste is van toepassing op de OV-chipkaartlezer.
Een ander onderscheid is de wijze van opslag van de informatie op de kaart: in ponsgaten, gedrukte tekst, een streepjescode, een magneetstrip, een elektronisch geheugen enz.

## Toepassingen (onder andere)

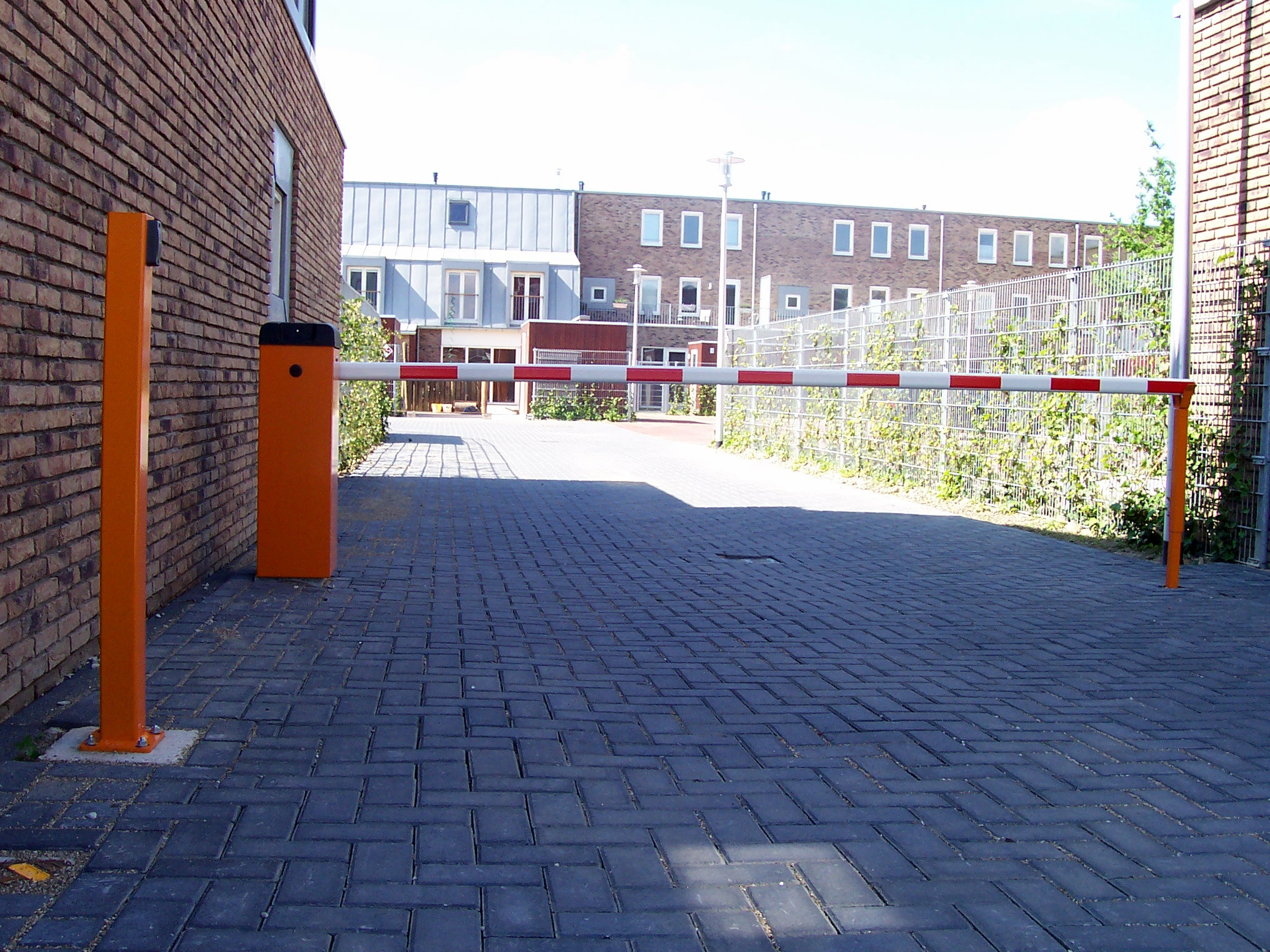
Kaartlezer bij een slagboom

- Lezen van een aantal ponskaarten. Men kan een stapel kaarten invoeren, deze worden dan automatisch doorgevoerd en een voor een gelezen. Een kaartlezer wordt onderscheiden van een kaartponser.
- Het weergeven van de (rest)waarde van een telefoonkaart of een andere chipkaart.
- Toegangsverlening tot een computer of een website met een chipkaart zoals een e-ID of elektronische identiteitskaart.
- Toegangscontrole bij gebouwen en terreinen. Bevoegde personen zijn in het bezit van een kaart waarmee, deuren, tourniquets of slagbomen kunnen worden geopend.
- Betalingsverkeer door middel van creditcards en bankpasjes. Bij pinnen wordt de kaart alleen gelezen, bij chippen ook beschreven.
- Betalingen bij parkeergarages en voor het openbaar vervoer (zie ook OV-chipkaartlezer).
- Opslag en overdracht van databestanden.
- Slagboomfunctie voor de Nokia's en LG's.

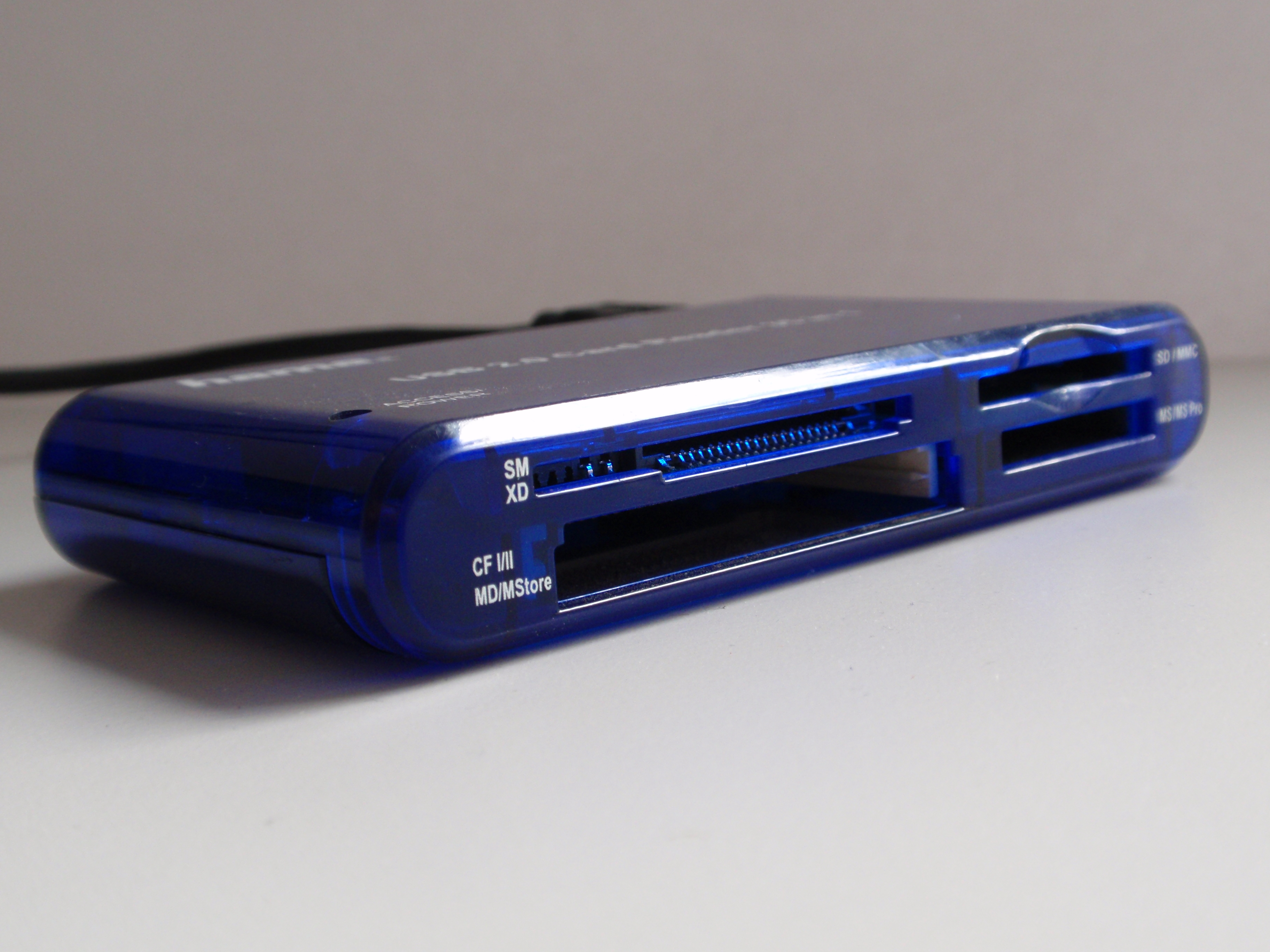
Een 35-in-1-kaartlezer die met een USB-kabel kan worden aangesloten op een computer

Voorbeelden zijn fotobestanden van een digitale camera of muziek voor een telefoon op een zogenaamde SD-kaart. Sommige computers hebben daarvoor een ingebouwde kaartlezer. Anders kan een externe kaartlezer worden aangesloten op een USB-poort op de computer of kan de camera of telefoon met een bijgeleverde USB-kabel rechtstreeks op de computer worden aangesloten.